# Junior Boys
Junior Boys són un grup de pop indie electrònic originaris del Canadà.

## Història
Junior Boys es va formar l'any 1999 a Hamilton, Ontario, Canadà.
Junior Boys, que originàriament van estar un duo format per Jeremy Greenspan i Johnny Dark, creà un so que reconciliava les seues influències. Després d'anys de col·laboració van produir una demo, la qual tanmateix va estar rebutjada nombroses vegades. Eventualment Johnny Dark deixà el duo motivat per altres interessos. Al final de l'any 2002, KIN Records escoltà la seua demo i sol·licità més treball al restant membre Greenspan. Associant-se al seu enginyer, Matt Didemus, començaren a crear més material i conformar un àlbum junts.
El primer llançament "Birthday/Last Exit", en octubre de 2003, va estar un EP amb quatre temes amb una mescla de Fennesz, que els va donar una aclamació gaire unànime. Va seguir l'EP "High Come Down" en febrer de 2004 amb remix de Manitoba (ara Caribou). El seu àlbum de debut "Last Exit" (gravat per Greenspan i Didemus a Hamilton) va estar llançat el 21 de setembre de 2004 per KIN Records. Una reedició a Domino contenia a més la mescla de "Birthday" per Manitoba, una mescla per Fennesz del mateix tema i un nou tema.
El tema més popular de Junior Boys, "Birthday", va estar interpretat a l'aclamat CD de mescles de Sander Kleinenberg "This Is Everybody Too".
Des d'eixe moment, el duo s'embarcà en diferents gires amb Caribou.
L'any 2006, Junior Boys reaparegué amb nous llançaments: una mescla de "The Loving Sounds of Static" per Mobius Band a la compilació Idol Tryouts 2 de Ghostly International (7 de març de 2006), la nova cançó original "Max" a la compilació See You on the Moon! de Paper Bag Records (21 de març de 2006). El seu segon àlbum "So This Is Goodbye" va estar publicat en agost de 2006 per Domino Records.
L'any 2007 Junior Boys embarcaren en una gira pels Estats Units i es dirigiren després a Europa a nombrosos festivals durant l'estiu. L'EP de mescles "The Dead Horse EP" va estar llançat en abril i contenia mescles dels temes de "So This Is Goodbye". Va estar llançat també un EP en directe exclusiu en iTunes mab 4 temes en directe.
Quasi un any després el seu àlbum "So This Is Goodbye" va estar rellançat com una edició bonus incloent l'àlbum original així com mescles dels temes i el temes en directe de la sessió d'iTunes.
El 10 de juliol de 2007, el segon àlbum de Junior Boys va estar inclòs entre els finalistes per al Premi de Música Polaris 2007, però finalment no el van guanyar.
En setembre de 2008, Morgan Geist va publicar el seu nou àlbum "Double Night Time", el qual conté cinc cançons interpretades per Jeremy Greenspan.
El 16 de gener de 2009, el duo anuncià en una nota oficial de premsa que el seu tercer àlbum tindria el títol Begone Dull Care i es publicà el 24 de març de 2009 al Canadà, el 4 d'abril als Estats Units i l'11 de maig a Alemanya.
El títol i contingut del nou àlbum han estat inspirats per l'animador canadenc Norman McLaren. El single Hazel va ser publicat per Domino Recording Company.

## Discografia

### Àlbums i EPs
- Last Exit (2004)
- So This Is Goodbye (2006)
- The Dead Horse EP (2007)
- Begone Dull Care (2009)
- It's All True (2011)

### Singles
- Birthday/Last Exit (2003)
- High Come Down (2004)
- In the Morning (2006)
- No Kinda Man (2008)
- Hazel (2009)
- "Bits and Pieces" (2010)